# Oficina de Seguridad en el Transporte de Australia
La Oficina de Seguridad del Transporte de Australia (en inglés: Australian Transport Safety Bureau (ATSB)), también conocida como ATSB,  es el organismo del gobierno federal de Australia responsable de investigar los accidentes e incidentes relacionados con el transporte en Australia. Abarca los accidentes aéreos, marítimos y ferroviarios. La ATSB es una agencia estatutaria independiente del gobierno de Commonwealth, Australia, regida por una comisión y separada de los reguladores del transporte, los responsables de las políticas y los proveedores de servicios en la región de Australia.

## Historia
La ATSB fue formada el 1 de julio de 1999. Combinando a la Oficina de Investigación de Seguridad Aérea (BASI), la Unidad de Investigación de Incidentes Marítimos (MIIU) y secciones de la Oficina Federal de Seguridad Vial (FORS).
Su sede central está ubicada en 12 Moore Street en Canberra, Territorio de la Capital Australiana. Tiene oficinas en Melbourne, Brisbane, Sídney y Perth. Tiene alrededor de 100 empleados, incluidos unos 60 investigadores de seguridad en el  transporte de accidentes e incidentes de aviación, marítimos y ferroviarios.

### Seguridad aérea
Los accidentes aéreos dentro del territorio Australiano fueron investigados inicialmente por el Comité de Investigación de Accidentes Aéreos (AAIC) formado en 1927, para:

"Investigar todos los accidentes de aviación civil y militar que el Comité considerara conveniente."
           — Comité de Investigación de Accidentes Aéreos (AAIC)

Cuando se formó el Departamento de Aviación Civil (DCA) en 1938, la investigación de la seguridad aérea paso a otra agencia. Durante la década de 1950, se formó la División de Investigación de Seguridad Aérea (ASIB), que se convirtió en la Oficina de Investigación de Seguridad Aérea (BASI) en 1982, fue una unidad operativamente independiente del Departamento de Aviación (DoA). En 1987, el BASI fue transferido al Departamento de Transporte y Comunicaciones (DoTaC) cuando fue abolida el DoA.
Actualmente, la ATSB es responsable de investigar los incidentes y accidentes de aeronaves civiles en Australia y en colaborar en las investigaciones de aeronaves registradas en Australia en el extranjero. Australia es miembro del Consejo de la Organización de Aviación Civil Internacional (OACI).

### Seguridad marítima
La Unidad de Investigación de Incidentes Marítimos (MIIU) se creó el 1 de enero de 1991, bajo la dirección de la Inspectoria de Accidentes Marítimos, un puesto estatutario. Anteriormente, las investigaciones de accidentes marítimos de alto rango estaban bajo a cargo de un Tribunal de Investigación Marítima, un modelo que se adoptó en 1921, mediante una enmienda a la Ley de Navegación de 1912 (Cwlth). Este modelo se basaba en la legislación y las prácticas del Reino Unido que se remontaban a la década de 1850. 
En la actualidad, la ATSB investiga accidentes e incidentes graves de buques con bandera australiana en todo el mundo y de buques con bandera extranjera en aguas Australianas. Australia es miembro del Consejo de la Organización Marítima Internacional (OMI). 

### División de seguridad vial
Entre julio de 1999 y marzo de 2008, las iniciativas del gobierno federal relacionadas con la seguridad vial eran principalmente responsabilidad de la ATSB en la División de Seguridad Vial (RSB). Posteriormente, la RSB pasó a formar parte de la "División de Política de Infraestructura y Transporte Terrestre" del Departamento de Infraestructura, Transporte, Desarrollo Regional y Gobierno Local.

### Seguridad ferroviaria
Hasta la formación de la ATSB, la seguridad ferroviaria había sido responsabilidad de cada gobierno estatal en la región. Con la promulgación de la Ley de Investigación de Seguridad del Transporte de 2003 (Cwlth), la ATSB ganó jurisdicción para las investigaciones de incidentes y accidentes ferroviarios en la Red Ferroviaria Interestatal Definida (DIRN), que consiste en la vía de ancho estándar que une las principales ciudades y puertos del continente australiano. En diciembre de 2009, el Consejo de Gobiernos Australianos (COAG) acordó adoptar a la ATSB como investigador nacional de seguridad ferroviaria, junto con la formación de un  nacional de seguridad ferroviaria. A partir de enero de 2013, todos los estados y territorios australianos adoptaron gradualmente el esquema, siendo Queensland el último en unirse en julio de 2017.  La Oficina de Investigaciones de Seguridad del Transporte (OTSI) y el Investigador Jefe de Seguridad del Transporte (CITS), continúan investigando accidentes e incidentes ferroviarios junto con la ATSB, en Nueva Gales del Sur y Victoria, respectivamente.

## Modalidad de la ATSB
La ATSB contribuye a la seguridad del transporte investigando, analizando e informando abiertamente sobre cuestiones de seguridad en el transporte. La ATSB no tiene como función asignar culpas o responsabilidades por factores humanos o fallos en el diseño de una aeronave o de factores externos, sino que las investigaciones se centran en aprender de los accidentes e incidentes y alentar la acción de seguridad por parte del gobierno y la industria.
La ATSB está completamente separada de las autoridades reguladoras del transporte, como la Autoridad de Seguridad de la Aviación Civil (CASA), la Autoridad Australiana de Seguridad Marítima (AMSA) y la Oficina del Regulador Nacional de Seguridad Ferroviaria (ONRSR), los encargados de formular políticas gubernamentales y los proveedores de servicios, como Airservices Australia y la Corporación Australiana de Vías Ferroviarias (ARTC). Esta separación garantiza la independencia de las investigaciones de la ATSB, evitando así la influencia externa y los conflictos de intereses.
La Ley de Investigación de Seguridad del Transporte de 2003 (Ley TSI) permite a la ATSB investigar cuestiones de seguridad del transporte, ya sea vía  aérea, marítima o ferroviaria dentro de la jurisdicción constitucional del Gobierno australiano y divulgar información sobre seguridad del transporte, incluidos los informes de investigación que detallan los hallazgos y los factores significativos que llevaron a un incidente de seguridad del transporte en particular. Los investigadores de seguridad del transporte de la ATSB ejercen poderes estatutarios delegados por el Comisionado Jefe de acuerdo con las disposiciones de la Ley TSI. Estos poderes permiten a los investigadores de la ATSB entrevistar a cualquier persona involucrada directa o indirectamente en un incidente de seguridad del transporte. Existe un régimen integral de disposiciones dentro de la Ley TSI para mantener la confidencialidad y la protección legal de una variedad de información de seguridad sensible recopilada por los investigadores de la ATSB. La ATSB adquirió la suficiente experiencia en investigaciones de accidentes aéreos que colabora y es convocada específicamente por la Junta Nacional de Seguridad en el Transporte (NTSB) de los Estados Unidos y fue un colaborador importante en el accidente del Adam Air 574 en Silowasi, Indonesia.